# Joseph (prénom)
Pour les articles homonymes, voir Joseph.
Joseph (/ʒo.zɛf/) est un nom propre, venant de l’hébreu יוֹסֵף, (Yosef) qui signifie « il augmentera », « il ajoutera » ou « fera croître ».
Il peut faire référence à :

## Prénom
Joseph, un prénom masculin.

### Variantes masculines
Il a pour variantes Joé, Joey, José, Josef, Joselin, Joséphin, Joset, Josian, Pepe, Pepito, Youcef, Yosef, Youssef, Rousseff,  Youssouf.

### Formes féminines
Il a pour formes féminines Joséane, Josée, Josélaine, Josélène, Joseline, Joséline, Joselle, Joselyne, Josélyne, Joséphine, Josépha, Josèphe, Josette, Josiana, Josiane, Josianne, Josyane, Josyanne, Marie-José, Marie-Josée, Marie-Jo et Pepita.

### Variantes linguistiques
- Allemand, danois, néerlandais, norvégien, suédois, tchèque : Josef
- Anglais : Joseph, diminutifs : Joe, Joey
- Arabe : Youssef, Youssouf
- Arménien : Hovsep
- Arpitan : Dyosé ou Jhosè (avec le Jh prononcé come le the anglais)
- Breton : Jozeb, Jozef, diminutif : Job
- Catalan : Josep, diminutif : Pep
- Corse : Ghjaseppu, Ghjiseppu
- Espagnol et portugais : José
- Finnois : Jooseppi, Juuso
- Gaélique écossais : Seòsaidh
- Gaélique irlandais : Seosamh
- Grec : Iósipos
- Hongrois : József, diminutif : Jóska
- Italien : Giuseppe, diminutif : Beppo, Pino;
- Lituanien : Juozapas
- Maltais : Ġużeppi
- Néerlandais : Jozef
- Occitan : Josèp, Josèl, Jausèl, diminutifs : Zèp, Zipi, Jèp, Joselon, Jauselon (norme mistralienne : Jóusè, Jóuseloun, Jóuselet)
- Poitevin : Jhosé, Jhoset[4]
- Polonais : Józef
- Roumain : Iosif
- Russe : Iossif, Ossip
- Turc : Yusuf
- Tamazight : Ichu

### Abréviation
- Jh[5]

## Personnalités portant ce prénom
Pour l'ensemble des articles sur les personnes portant ce prénom, consulter la liste générée automatiquement.

## Autres personnalités portant ce prénom
Arts
- Joseph Fricero, artiste-peintre français

Cinéma/Théâtre
- Joseph Fiennes, acteur britannique
- Joseph Lawrence (1976-), acteur, compositeur, producteur et réalisateur américain
- Joseph Pujol (1857-1945), fantaisiste
- Joseph Gordon-Levitt, acteur, réalisateur, scénariste, producteur et chanteur américain

Histoire
- Joseph Ier du Saint-Empire (1678-1711),Empereur Romain Germanique, Roi de Bohême et de Hongrie (1705-1711)
- Joseph II du Saint-Empire (1741-1790), Empereur Romain germanique de 1765 à 1780, roi de Bohême et de Hongrie de 1780 à 1790
- Joseph Ier, roi de Portugal de 1750 à 1777
- Joseph Bonaparte, frère de Napoléon, roi d'Espagne de 1808 à 1814
- Joseph de Lorraine (1685-1705), prince de Lorraine, général Autrichien,
- Joseph Gallieni, maréchal de France,
- Joseph Garibaldi, révolutionnaire italien.

Littérature
- Joseph Conrad, écrivain anglais
- Joseph Joffo, écrivain français
- Joseph Kessel (1898-1979), écrivain
- Joseph de Maistre, homme politique et philosophe
- Joseph Parini, poète italien
- Joseph Thomas, dit Sheridan Le Fanu, écrivain irlandais

Armée
- Joseph Van den Put, Chef de la Maison militaire du roi

Musique
- Joseph Bologne de Saint-George, dit le  Chevalier de Saint-George, musicien français
- Joseph Haydn, compositeur autrichien
- Joseph Kosma (1905-1969), compositeur

Politique
- Joseph Barthélemy, juriste français
- Joseph Biden, homme politique américain, 46e président des États-Unis d'Amérique
- Joseph Dupertuis (1763-1838), homme politique français
- Joseph Fouché, homme politique français
- Joseph Grégoire Casy (1787-1862), militaire et homme politique français
- Joseph de Rigaud, premier maire de Toulouse
- Joseph Staline (1878 ou 1879-1953), homme politique soviétique
- Joseph de Villèle, homme politique français

Sciences
- Joseph Fourier, mathématicien français
- Joseph Schumpeter, économiste autrichien
- Joseph E. Stiglitz, économiste américain, prix Nobel 2001
- Joseph Mengele, médecin et anthropologue allemand

Sports
- Joseph Blatter, président de la FIFA
- Joseph ou Pep Guardiola, ancien joueur de foot espagnol, entraîneur du Manchester City
- Joseph Le Brix (1899-1931), aviateur
- Joseph dit Jo Maso, manager du XV de France

Religion
- Joseph, père nourricier de Jésus
- Joseph, catholicos de l'Église de l'Orient de 552 à 567
- Joseph-Charles Lefèbvre (1892-1973), cardinal français
- Joseph Ratzinger (1927-2022), pape sous le nom de Benoît XVI (2005-2013)
- Joseph Murphy, pasteur américain, auteur sur le subconscient, la pensée et l'autosuggestion
- Joseph Smith, fondateur du mormonisme
- Joseph Haïm Sitruk, grand Rabbin de France